# Vejassistent
Lane assist, vejassistent og vognbaneassistent er oftest placeret og monteret i bilens forrude i form af to kameraer som registrerer vejstriber og vejen. Funktionerne kan være forskellige hos de forskellige producenter men fælles er, at vognbaneassistenten skal assistere føreren af bilen med kørsel eller alarmere føreren i nødsituationer eksempelvis ved træthed eller uopmærksomhed.
Vognbaneassistent som sikkerhedsudstyr kaldes også træthedsalarm., og afgiver en alarm i form af lyd, en rystelse i bilens rat eller begge dele.
Vognbane assistent benyttes af nogle producenter i selvkørende eller delvist selvkørende biler som en assistent, der holder bilen på vejen, skifter vognbane og for selvkørende biler drejer om hjørner og parkerer bilen. Typisk vil der for selvkørende biler være flere kameraer placeret på bilen for denne funktion.
 Der er for få eller ingen kildehenvisninger i denne artikel, hvilket er et problem. Du kan hjælpe ved at angive troværdige kilder til de påstande, som fremføres i artiklen.